# Сланчик (округ Кошиці-околиця)
Сла́нчик, Сланчік (словац. Slančík) — село в окрузі Кошиці-околиця Кошицького краю Словаччини. Площа села 3,3 км². Станом на 31 грудня 2016 року в селі проживало 212 жителів.

## Географія
Протікає потік Сланчик.

## Історія
Перші згадки про село датуються 1270 роком.

## Населення
| Рік:            | 1994. | 2004.   | 2014.   | 2024.   |
| --------------- | ----- | ------- | ------- | ------- |
| Кількість осіб: | 238   | 222     | 212     | 217     |
| Різниця:        |       | -6,72 % | -4,50 % | +2,35 % |

| Рік:            | 2023. | 2024.   |
| --------------- | ----- | ------- |
| Кількість осіб: | 215   | 217     |
| Різниця:        |       | +0,93 % |